# Paratrechalea murphyi
Espèce
Paratrechalea murphyi est une espèce d'araignées aranéomorphes de la famille des Trechaleidae.

## Distribution
Cette espèce est endémique de l'État de São Paulo au Brésil,. Elle se rencontre vers Itirapina.

## Description
Le mâle holotype mesure 6,75 mm et la femelle paratype 7,3 mm.

## Étymologie
Cette espèce est nommée en l'honneur de John A. Murphy (1922–2021).

## Publication originale
- Diniz, Braga-Pereira & Santos, 2022 : « Just met and already threatened? A new species of Paratrechalea Carico, 2005 from the Brazilian Cerrado (Araneae: Trechaleidae), with new distribution records for the genus. » Arachnology, vol. 19, Special Issue, p. 348-357.